# Сасс, Джошуа
Джо́шуа Се́ймур Сасс (англ. Joshua Seymour Sasse, род. 9 декабря 1987, Вестминстер, Лондон, Англия) — британский телевизионный и киноактёр. Наиболее известен по роли Галаванта в одноимённом музыкальном ситкоме.

## Биография

### Семья
Родители Джошуа, Доминик Сасс и Мэри Розалинд Макоули (род. 1953) поженились в 1978 году. У него есть старшая сестра Лидия Невис Сасс (род. 1982). Прадедушкой Сасса со стороны матери является Уильям Берри, 1-й виконт Кэмроуз, а Сеймур Берри, 2-й виконт Кэмроуз и Майкл Берри, барон Хартвелл приходятся ему двоюродными дедушками.

### Личная жизнь
Сасс был женат на итальянской актрисе Франчески Чини; у бывших супругов есть сын Себастьян.
20 февраля 2016 года стало известно о помолвке Сасса с австралийской певицей и актрисой Кайли Миноуг, с которой он познакомился на съёмках второго сезона «Галаванта» в 2015 году. В феврале 2017 года Миноуг подтвердила расставание с Сассом из-за подозрения его измены с испанской актрисой Мартой Миланс, с которой актёр познакомился на съёмках сериала «Завтра не наступит».

## Фильмография
| Год       |   | Русское название    | Оригинальное название | Роль                 |
| --------- | - | ------------------- | --------------------- | -------------------- |
| 2010      | ф | Большое я           | The Big I Am          | Рикси                |
| 2012      | ф | Армия Франкенштейна | Frankenstein's Army   | Сергей               |
| 2013—2014 | с | Бестия              | Rogue                 | Алек Лазло           |
| 2014      | с | Соседи              | The Neighbors         | Ди-джей Джеззи Джефф |
| 2015—2016 | с | Галавант            | Galavant              | Галавант             |
| 2016—2017 | с | Завтра не наступит  | No Tomorrow           | Ксавье Холлидей      |